# 俺たちの交響楽
『俺たちの交響楽』（おれたちのこうきょうがく）は、1979年公開の日本映画。朝間義隆の第1回監督作品。武田鉄矢の映画初主演作。

## ストーリー
川崎の工業地帯の鉄工所に勤める徳次郎はある夏の日、「川崎でベートーベンの第九をうたいましょう」との勧誘にきた女の子たちを誘惑してやろうと、合唱団「エゴラド」へ入団する。12月の公演を目指し、厳しい訓練や合宿を通して、徳次郎は何度か挫折を繰り返すが、いつしか団員とともに公演成功を目指し奔走していく。

## 出演
- 新田徳次郎：武田鉄矢
- 小林京子：友里千賀子
- 菊地保：永島敏行
- 佐久間弓子：森下愛子
- 遠藤芳人：田辺靖雄
- 橋本トシ子：ホーン・ユキ
- 佐藤安男：伊東達広
- 野村文枝：岡本茉莉
- 紺野節子：熊谷真実
- 看護婦：左時枝
- 工場の班長：山谷初男
- 渋谷勝彦：山本圭
- 小柳出秀次：田村高廣
- 合唱団員：川崎労音合唱団「エゴラド」団員
- 応援出演 - 渥美清、倍賞千恵子、下條正巳、三崎千恵子、太宰久雄、佐藤蛾次郎

## スタッフ
- 原案:山田洋次
- 製作:名島徹
- 監督:朝間義隆
- 脚本:朝間義隆・梶浦政男
- 撮影:吉川憲一
- 美術:出川三男
- 音楽:外山雄三

## エピソード
- クライマックスシーンとなる「第九交響曲」演奏会シーンは、川崎産業文化会館にて撮影され、モデルとなった川崎労音合唱団「エゴラド」の団員が協力出演している。
- 公開直後の、NHK総合テレビの連続テレビ小説「マー姉ちゃん」のヒロインである熊谷真実がドラマに先立ち、本作品で映画デビューしている。
- 公開時におけるキャッチ・コピーは「俺が、“第九”を歌うんだって信じられねぇよなあ…。」